# Districte de Markaz-i Bihsūd
El Districte de Markaz-i Bihsūd (persa: ولسوالی مرکز بهسود:) és un dels districtes de Provincía de Wardak a l'Afganistan. Es troba a una hora en cotxe de l'oest de Kabul i del sud de Bamian. La ciutat principal i capital del districte és Behsud. El districte té una població aproximada de 134,852 persones, la majoria dels quals són Hazares.
Markaz-i Bihsūd és el districte més gran de la província de Maidan Wardark encara que només consta de pobles. La majoria dels seus habitants són camperols que viuen de l'agricultura. El cap del districte és Abdul Rahman Tawfiq. El cap del districte és Abdul Rahman Tawfiq.
El Districte de Hesa Awal Behsood està situat al nord-est d'aquest districte. Ambdós districtes són el refugi de milícies hazares que estan en guerra contra el Talibà. Un d'aquests grups està dirigit per Abdul Ghani Alipur (també conegut com a Comandant Shamshir). Els milicians van utilitzar una granada propulsada per coet per destruir un Mil Mi-17 de la Força d'Aire afganesa el 18 de març de 2021, el qual transportava diversos membres de la Policia Nacional afganesa. Tots els tripulants de la policia afganesa en el Mi-17 van morir, incloent-hi els pilots.